# Powstań Francjo
Powstań Francjo (fr. Debout la France, DLF) – francuska eurosceptyczna, gaullistowska i narodowo-konserwatywna partia polityczna. Do 2014 funkcjonowała pod nazwą Powstań Republiko (fr. Debout la République, DLR).

## Historia
Ugrupowanie powstało w 1999 jako frakcja w ramach gaullistowskiego Zgromadzenia na rzecz Republiki. Przystąpiło do niego m.in. 11 posłów do Zgromadzenia Narodowego, dla których kluczowym postulatem była suwerenność Francji.  Ugrupowanie krótko współpracowało z frakcją suwerenistyczną ze Zgromadzenia na rzecz Francji. W 2002 wsparło Unię na rzecz Ruchu Ludowego. Z listy UMP uzyskało w tym samym roku 5 mandatów poselskich.
Lider DLR, Nicolas Dupont-Aignan, dwukrotnie bez powodzenia kandydował na stanowisko przewodniczącego ludowców. W 2007 ugrupowanie to zdecydowało się na samodzielną działalność polityczną, gdy Nicolas Dupont-Aignan zadeklarował swój start w wyborach prezydenckich. Większość posłów pozostała jednak w UMP, a przewodniczący DLR nie zebrał wymaganej liczby podpisów pod swoją kandydaturę. Do Zgromadzenia Narodowego w tym samym roku weszło dwóch przedstawicieli konserwatystów, w tym jeden z ramienia UMP. Nicolas Dupont-Aignan kandydował w 2012 na urząd prezydenta. W tym samym roku obaj przedstawiciele partii (jej lider i ponownie wystawiony przez ludowców François-Xavier Villain) uzyskali poselską reelekcję.
W wyborach do Parlamentu Europejskiego w 2014 partia uzyskała 3,8% głosów i nie przekroczyła progu wyborczego. W tym samym roku ugrupowanie dokonało zmiany swojej nazwy. W 2017 przewodniczący partii ponownie bez powodzenia ubiegał się o prezydenturę Francji, utrzymał natomiast mandat poselski jako jedyny przedstawiciel partii. W 2018 eurodeputowany Bernard Monot wystąpił z Frontu Narodowego i przeszedł do DLF. W lutym 2019 partia zadeklarowała zamiar dołączenia do frakcji Europejskich Konserwatystów i Reformatorów. W tym samym roku w wyborach europejskich koalicja wyborcza z jej udziałem nie przekroczyła jednak wyborczego progu (otrzymała 3,5% głosów).
W 2022 Nicolas Dupont-Aignan kandydował bezskutecznie w kolejnych wyborach prezydenckich, a także utrzymał mandat poselski na kolejną kadencję.